# تدريس الطلاب
تدريس الطلاب هو تجربة ومهمه تعليمية مع إشراف الكلية. عادة ما تكون الدورة الاخيرة في التعليم الجامعي أو الجامعي أو برنامج كلية الدراسات العليا الذي يؤدي إلى تعليم المعلمين وشهاداتهم. تشمل الأمثلة على البرامج الطفولة المبكرة (الولادة - الصف 3) ، والطفولة الوسطى (الصفوف 4-9) ، والمراهقة للشباب (الصفوف 7-12). وهو مطلوب من قبل أولئك الذين يحصلون على درجة البكالوريوس في التربية أو درجة الماجستير في التربية ، أضافة إلى درجة البكالوريوس في الفنون الليبرالية في العلوم أو بكالوريوس الآداب مع تخصص في التعليم.

## نبذة

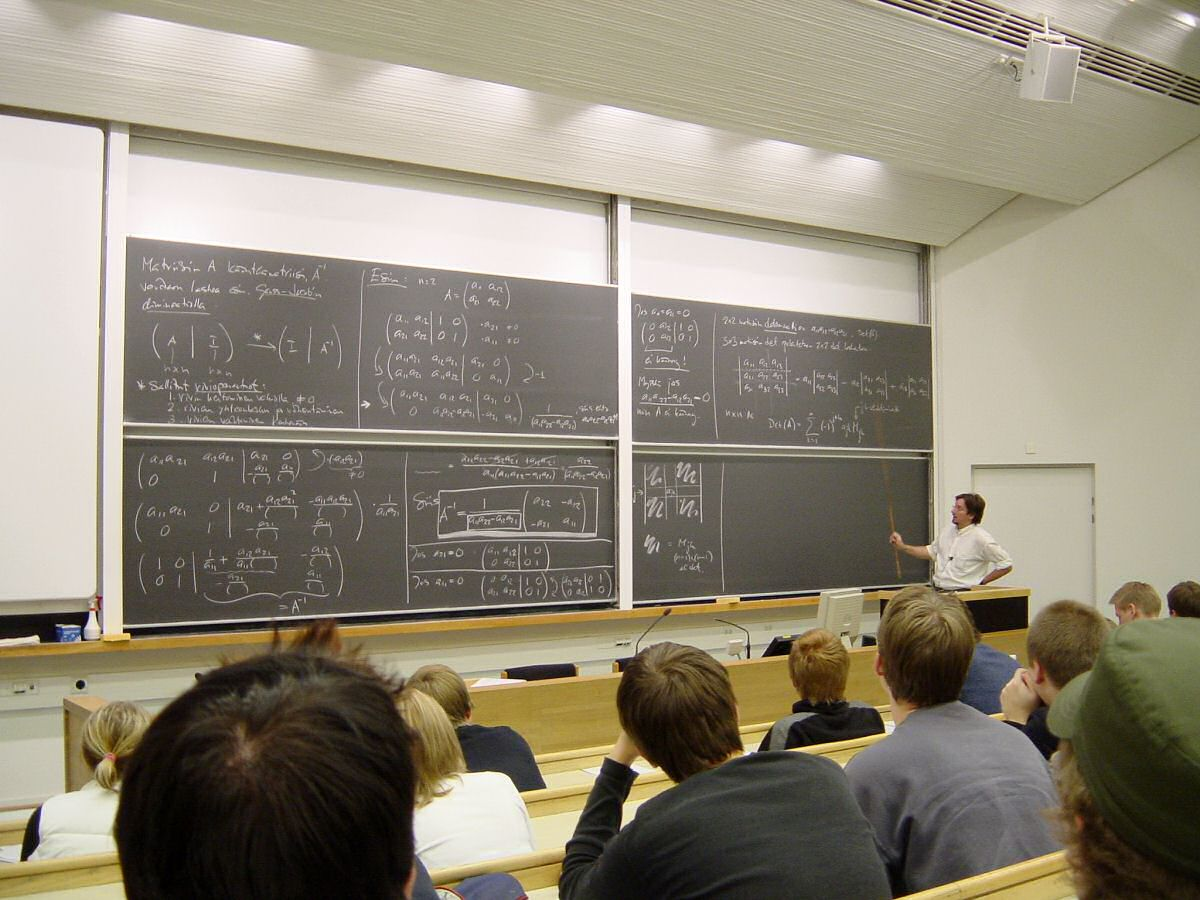
طلاب في محاضرة في علم الجبر في جامعة هلسنكي للتكنولوجيا

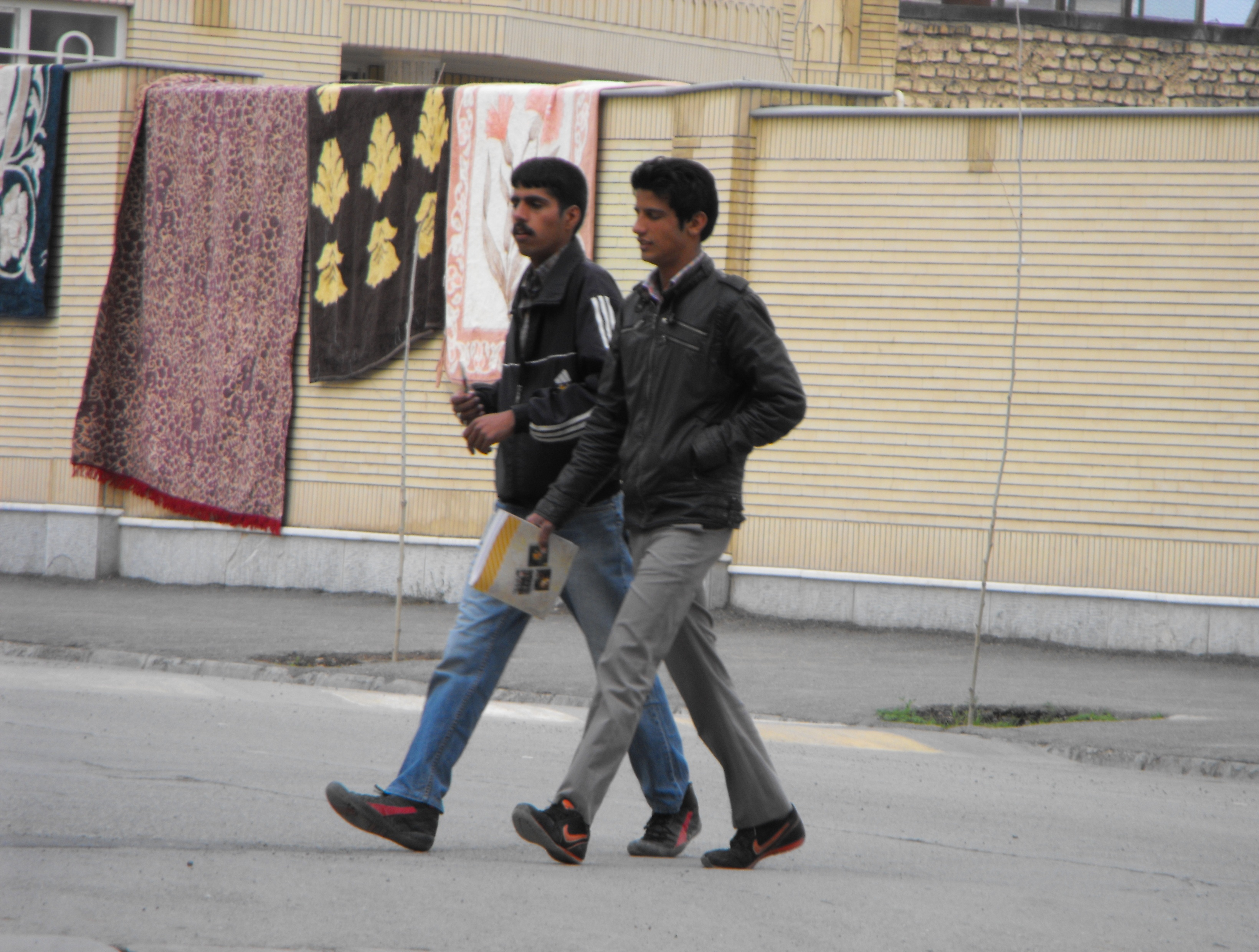
طالبان زميلان في طريق مدرستهما، في صباح المبکر، نيسابور

تدريس الطلاب مطلوب للطلاب الذين لم يتم اعتمادهم بعد للتدريس. وهو يختلف عن التدريب العملي ، كما هو مطلوب عندما يحصل الطالب على شهادة للتدريس ويتم تمديد الشهادة لتعليم مجال آخر من التخصص ؛ كلاهما تجارب ميدانية تحت إشراف الكلية.
تدوم خبرة التدريس للطالب ما يقارب فصل دراسي أو ربع ؛ للقيام بالمهام الموكلة للكلية. فهو تدريب من غير أجر . فأن هذه التجربة تقدم لمهني التدريس المحتملين فرصة للتدريس تحت إشراف معلم رئيسي معتمد
بشكل مستمر (انظر مدير المدرسة ).
في المعتاد ما يتم وضع المعلم الطالب في مدرسة مشتركة أو قريبة تتم مراقبة المعلم الطالب من قبل المعلم المتعاون من المدرسة، بالإضافة إلى مشرف من خلال الكلية. يعمل المشرف كحلقة وصل بين المعلم المتعاون ورئيس قسم تدريس الطلاب بالكلية.
عادةً ما يقوم المدرس الطالب بتظليل المعلم المتعاون لمدة أسبوع تقريبًا، واكتسب في نهاية المطاف المزيد من المسؤولية في تدريس الفصل مع مرور الأيام والأسابيع. في نهاية المطاف، سيتولى الطالب معظم مسؤوليات التدريس للفصل بما في ذلك إدارة الصف وتخطيط الدرس والتقييم والتصنيف. وبالتالي، فإن الطالب قادر على تجربة دور المعلم بشكل أكمل حيث يقوم المعلم في الفصل بدور المراقبة في الفصل. في بعض الأحيان يكون هناك أسبوع «إنهاء تدريجي» عندما يعوددور التدريس إلى المعلم العادي.
يقوم المشرف، بالإضافة إلى المعلم المتعاون، بمراقبة تقدم المعلم الطالب طوال التجربة، وضمان العمل المرضي . إن درجة النجاح أو الفشل في تدريس الطلاب، وكذلك الإكمال المرضي لبرنامج التعليم في المدرسة، هو مؤشر على ما إذا كانت الكلية توصي الطالب للحصول على شهادة للتدريس.

## تدريس الطلاب كتحدي للتعلم
يتم استخدام تعليم الطلاب كتحدي لمتعلمين اللغة المراد تعليمها لتسهيل دمج مهاراتهم اللغوية عبر وضعهم في مركز الأنشطة الصفية. 
أثبتت فلسفة تدريس الطلاب أنها صارمة بين الجيل الجديد من المعلمين والمعلمين الأكبر سنا. كما تم تدريب كل من المجموعتين على فلسفات التدريس المختلفة، ولديهم اختلاف في الرأي عن المنهجية التعليمية. أكثر فلسفات التدريس انتشارًا في أمريكا تسمى فلسفة التدريس الحديثة وفلسفة التدريس التقليدية على التكرار تعتمد الأولى على التدريس المستند إلى الاستفسار، بينما تعتمد الأخرى بشكل كبير على التدريس القائم على المحاضرات. فيتم الرؤية إلى اختلاف الفلسفات في كل درجة من السلم التعليمي، من مرحلة ما قبل الروضة إلى التعليم الجماعي.
في وصف الفرق بين المنهجيتين، يمكن للمرء أن يلاحظ الخصائص التي تحددها. في طرق التدريس التقليدية، هناك تركيز كبير على حضور المحاضرات وقراءة النصوص وحل المشكلات. في مناهج التدريس الحديثة، هناك علاوة عالية على تطوير المعرفة الفريدة للمرء من خلال اتباع الطريقة العلمية، باستخدام طرق تعليمية مثل الملاحظة والفرضية.  
السمة المميزة الأخرى لنهج التدريس الحديث هي دمج التكنولوجيا، وهي مهارة مفيدة جدا ومطلوبة من أكثر الذين ينوون دخول سوق العمل في السنوات القادمة . 
أصبحت الأمثلة على الإدماج التكنولوجي داخل الفصل الدراسي مدعومة في العديد من المقاطعات من خلال الولايات المتحدة. تم تجهيز اغلب المدارس بألواح ذكية وتشمل عربات كمبيوتر محمول متنقلة تسمح لطلاب جميعهم، بغض النظر عن المقدرة المالية، باكتساب الخبرة مع التكنولوجيا التي ستجعلهم ناجحين في الخطوات القادمة من حياتهم. 